# Nicklas Jensen
Nicklas Jensen (ur. 6 marca 1993 w Herning) – duński hokeista, reprezentant Danii, olimpijczyk.
Hokeistami zostali także jego ojciec Dan (ur. 1969) i brat Markus (ur. 1996).

## Kariera
- Herning Blue Fox U17 (2007-2008)
- Herning Blue Fox U20 (2008-2009)
- Herning Blue Fox II (2009)
- Herning Blue Fox (2009-2010)
- Oshawa Generals (2010-2012)
- Chicago Wolves (2012)
  -  AIK (2012-2013)
- Chicago Wolves (2013)
- Vancouver Canucks (2013-2015)
  -  Utica Comets (2013-2015)
- New York Rangers (2016/2017)
  -  Hartford Wolf Pack (2016-2017)
- Jokerit (2017-)

Wychowanek klubu Herning Blue Fox w rodzinnym mieście. W 2010 wyjechał do Kanady i przez dwa sezony grał w tamtejszej juniorskiej lidze OHL w ramach CHL w drużynie Oshawa Generals. W tym czasie w drafcie NHL z 2011 został wybrany przez Vancouver Canucks. W kwietniu 2012 trafił do zespołu Chicago Wolves w lidze AHL. W KHL Junior Draft w 20 został wybrany przez Saławat Jułajew Ufa (runda 3, numer 94).
W sierpniu 2012 został wypożyczony do szwedzkiego klubu AIK i w nim rozegrał sezon Elitserien (2012/2013). W marcu 2013 powrócił do USA i grał ponownie w Chicago, a w kwietniu 2013 zadebiutował w dwóch meczach ligi NHL w Vancouver. Po zakończeniu sezonu został włączony do kadry Canucks. Grał także w barwach drużyny farmerskiej, Utica Comets. Od stycznia 2016 zawodnik New York Rangers. Od tego czasu występował głównie w zespole farmerskim Hartford Wolf Pack, rozgrywając sezon AHL (2016/2017). W kwietniu 2017 prawa zawodnicze do Jensena wykupił od Saławatu fiński klub Jokerit, z którym zawodnik związał się kontraktem w lipcu 2017.
W barwach Danii grał w turniejach mistrzostw świata juniorów do lat 18 2009, 2010 (Dywizja I) oraz mistrzostw świata juniorów do lat 20 2010, 2011 (Dywizja I), 2012 (Elita). W kadrze seniorskiej uczestniczył w turniejach mistrzostw świata edycji 2013, 2016, 2019, 2021, zimowych igrzysk olimpijskich 2022.

## Sukcesy

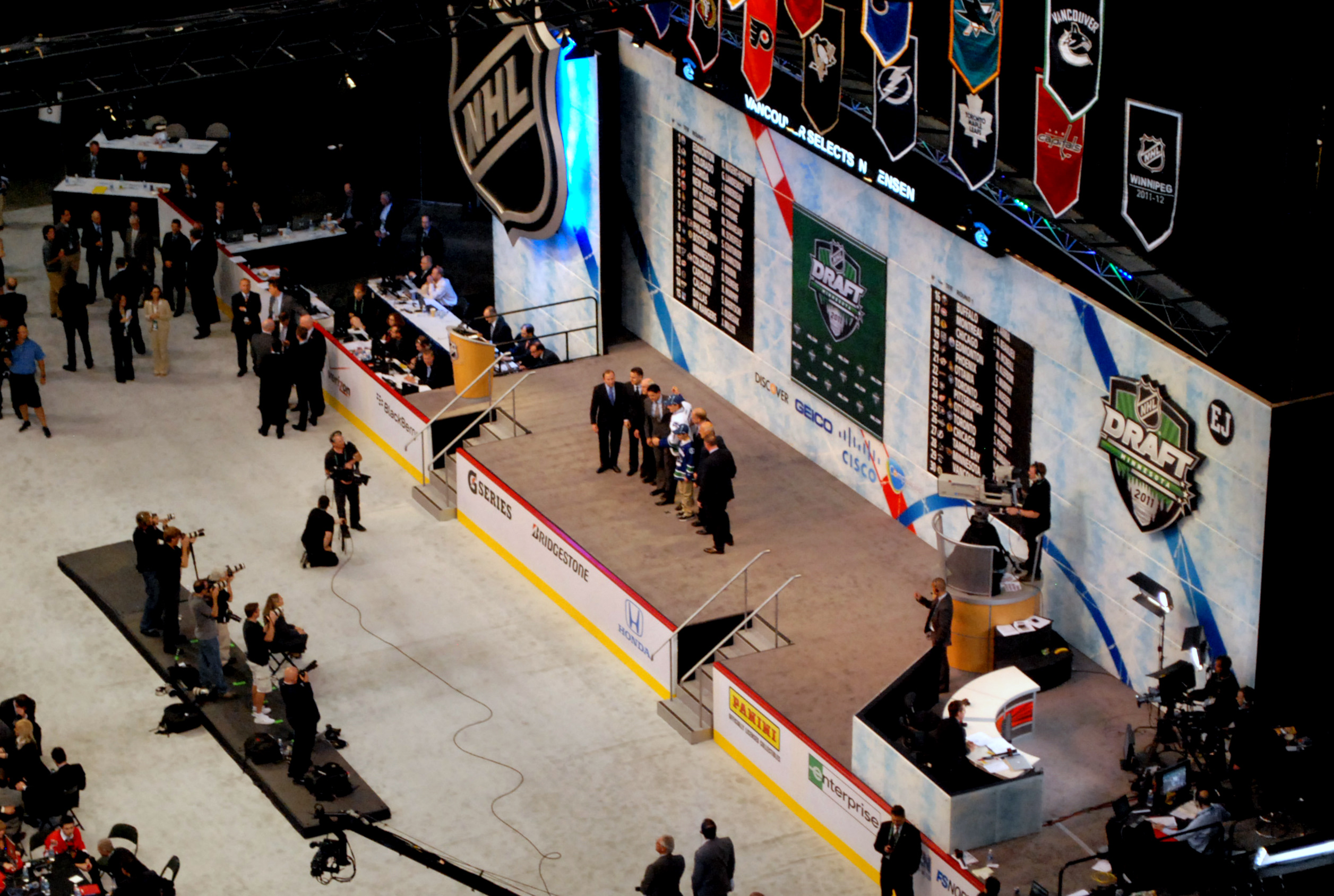
Nicklas Jensen wybrany podczas draftu NHL 2011

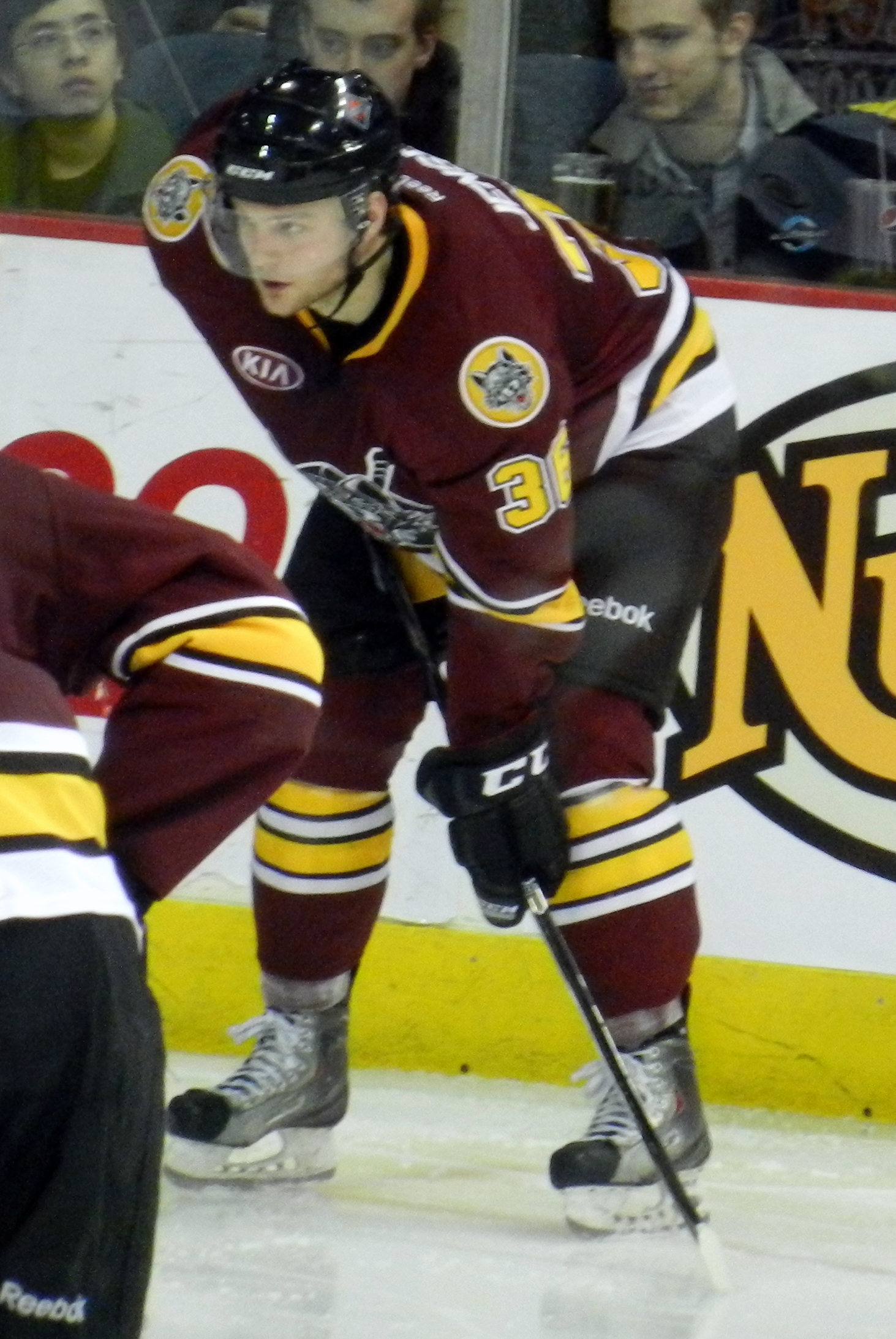
Nicklas Jensen w barwach Chicago Wolves (2013)

Reprezentacyjne
- Awans do Elity MŚ do lat 20: 2011

Klubowe
- Brązowy medal mistrzostw Danii: 2010 z Herning Blue Fox
- Norman R. „Bud” Poile Trophy: 2012 z Chicago Wolves

Indywidualne
- Liga duńska do lat 17 (Zachód) 2007/2008:
  - Pierwsze miejsce w klasyfikacji strzelców: 27 goli
  - Pierwsze miejsce w klasyfikacji asystentów: 23 asyst
  - Pierwsze miejsce w klasyfikacji kanadyjskiej: 50 punktów
- Liga duńska do lat 17 2008/2009:
  - Najlepszy napastnik sezonu
- AL-Bank Ligaen 2009/2010:
  - Najlepszy pierwszoroczniak sezonu
- Mistrzostwa świata do lat 18 w hokeju na lodzie mężczyzn 2010 Dywizja I Grupa A:
  - Pierwsze miejsce w klasyfikacji strzelców turnieju: 13 goli
  - Najlepszy napastnik turnieju
  - Najlepszy zawodnik reprezentacji
- OHL i CHL 2010/2011:
  - Drugi skład gwiazd pierwszoroczniaków OHL
  - CHL Top Prospects Game
- Mistrzostwa Świata w Hokeju na Lodzie 2012/Elita:
  - Drugie miejsce w klasyfikacji minut kar: 29 minut
- Mistrzostwa Świata Juniorów w Hokeju na Lodzie 2012/Elita:
  - Jeden z trzech najlepszych zawodników reprezentacji
- Elitserien (2012/2013):
  - Pierwsze miejsce w klasyfikacji strzelców wśród juniorów w sezonie zasadniczym: 17 goli
- Mistrzostwa Świata w Hokeju na Lodzie 2016/Elita:
  - Jeden z trzech najlepszych zawodników reprezentacji w turnieju[10]
- Mistrzostwa Świata w Hokeju na Lodzie 2021 (elita):
  - Szóste miejsce w klasyfikacji strzelców turnieju: 5 goli[11]